# Университет Ёнсе

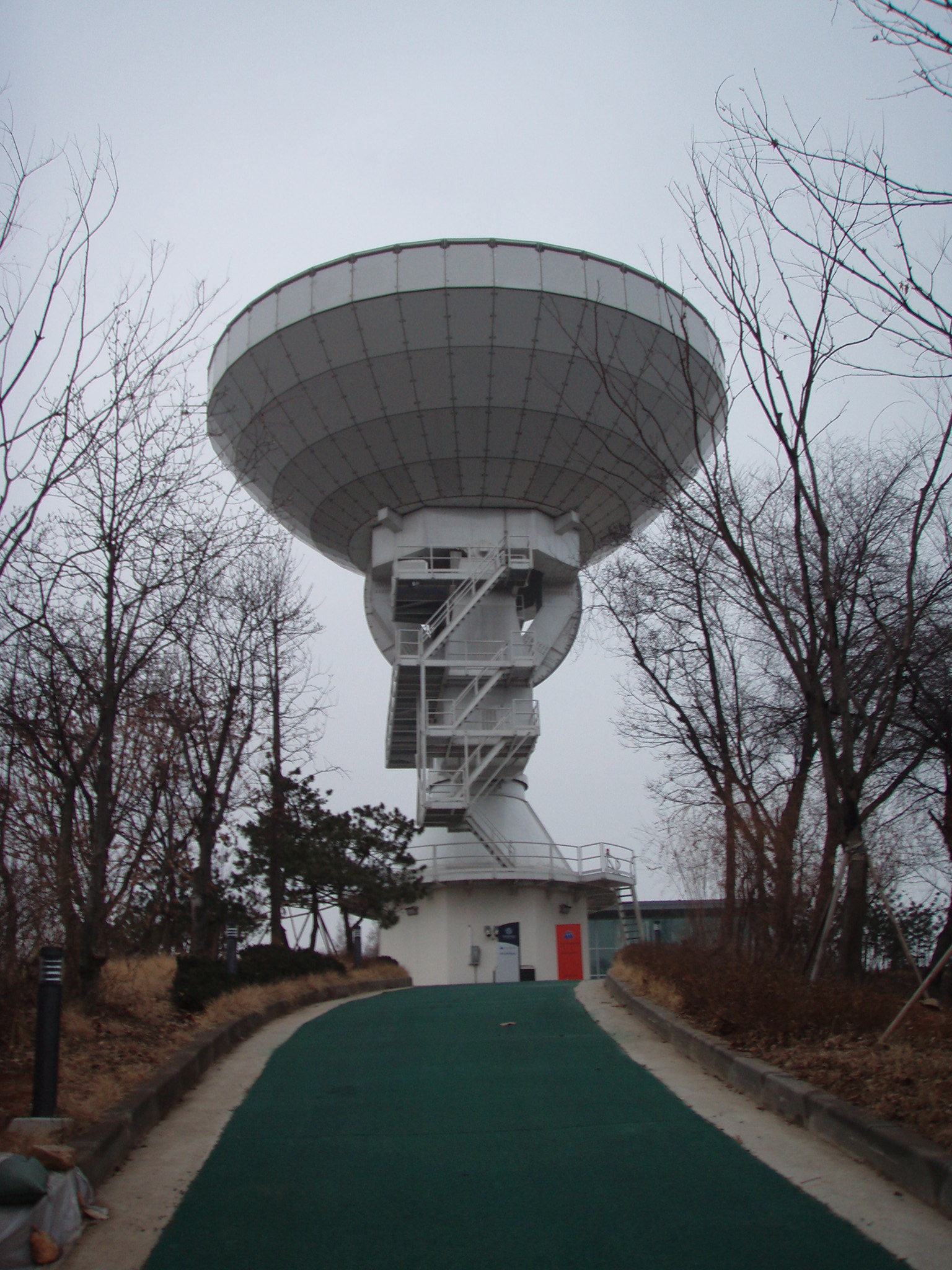
Радиообсерватория Университета Ёнсе, часть Корейской РСДБ-сети

Университет Ёнсе (кор. 연세대학교?, 延世大學校?) — частный исследовательский университет, расположенный в Сеуле, Корея. Является одним из трёх университетов SKY (Сеульский национальный университет, Корё, Ёнсе), считающихся тремя самыми престижными вузами в стране. Университет Ёнсе был основан в 1885 году в Че-доне, а в 1962 году переехал в Синчхон. Самый старый университет в Южной Корее.
В Ёнсе 4518 преподавателей обучают 26 731 студента и 11 994 аспиранта. Университет имеет обширные программы на корейском и английском языках.
Член Ассоциации христианских университетов и колледжей Азии (англ. Association of Christian Universities and Colleges in Asia, ACUCA).

## История
10 апреля 1885 года была основана медицинская школа при первой в Корее современной больнице, практикующой западную медицину. Больница была основана Хорасом Ньютоном Алленом, американским миссионером-протестантом, направленным в Корею Пресвитерианской церковью США. В 1912 году медицинская школа Jejungwon начала получать медицинский персонал и финансовую поддержку от Совета Союза корейских миссионеров. Соответственно, медицинская школа была переименована в медицинский колледж Союза «Северанс» (англ. Severance Union Medical College).
5 марта 1915 года американский протестантский миссионер Хорас Грант Андервуд основал при поддержке YMCA христианский колледж Чосун, позже переименованный в Колледж Ёнхи.
Начиная с 1920-х годов «Северанс» и Ёнхи стали сотрудничать и в конце концов в январе 1957 года объединились в Университет Ёнсе. Название нового учебного заведения было составлено из первых слогов названия его родительских учреждений.

## Образование

### Репутация
Ёнсе наряду с Сеульским национальным университетом и Университетом Корё входит в тройку самых престижных в стране университетов «SKY». Уровень приема Университета Ёнсе ниже 5%. Внутри Кореи, поступление в любой из трёх университетов SKY рассматривается как очень важное для успешной в дальнейшем карьеры и получения высокого социального статуса.

### Мировые рейтинги
В 2012 году университет Ёнсе занял в рейтинге университетов QS World 106-е место в общем зачёте, 81-е место в области искусств и гуманитарных наук, 12-е место в современных языках и 69-е место в области управления и социальных наук в мире. В рейтинге QS World 2018 года университет занял 106-е место в общем зачёте и 19-е среди азиатских университетов.
Академический рейтинг университетов мира 2009 года разместил Университет Ёнсе в диапазоне с 23-е по 42-е место в Азиатско-Тихоокеанском регионе и на 3-м в Южной Корее. В рейтинге 2017 года Ёнсе оказался в диапазое с 201-го по 300-е места.
Согласно рейтингу SCI, опубликованному в 2007 году, Ёнсе занял 96-е место в мире.
Ёнсе — один из четырех университетов Кореи, вошедший во все три мировых рейтинга университетов: ARWU, QS World University Rankings и The Times World University Ranking в 2010—2013 годах вместе с Сеульским национальным университетом, Корейским институтом передовых технологий и Пхоханским университетом науки и технологии.

### Колледжи и программы
| Высшее образование - Университетский колледж - Колледж свободных искусств - Колледж коммерции и экономики - Школа бизнеса - Колледж наук - Колледж инженерии - Колледж наук о жизни и биотехнологий - Колледж теологии - Колледж социальных наук - Колледж права - Колледж музыки - Колледж Human Ecology - Колледж педагогических наук - Underwood International College - Отдел глобального лидерства - Колледж медицины - Колледж стоматологии - Колледж сестринского дела - Колледж фармакологии | Аспирантура - Объединённая высшая школа теологии - Высшая школа международных исследований - Высшая школа информации - Высшая школа коммуникаций и искусств - Высшая школа социального обеспечения - Высшая школа бизнес-администрирования - Высшая школа образования - Высшая школа общественного управления - Высшая школа инжиниринга - Высшая школа журналистики и массовых коммуникаций - Высшая школа права - Высшая школа экологии человека - Высшая школа экономики - Школа права - Высшая школа правительства и бизнеса - Высшая школа здоровья и окружающей среды Отделения больницы «Северанс» - Больница «Северанс» (Синчхон) - Христианская больница «Северанс» - Больница «Северанс» в Каннам - Больница психического здоровья «Северанс» (Кванджу) - Больница «Северанс» в Йонъин |